# هیوندای جنسیس
هیوندای جنسیس (به انگلیسی: Hyundai Genesis) خودرویی است که از سال ۲۰۰۸ تا کنون در کره جنوبی ساخته می‌شود.
این خودرو در سال ۲۰۰۷ برای نخستین بار در نمایشگاه نیویورک رونمایی شد.
این خودرو در کلاس خودرو سایز بزرگ قرار گرفته، طراحی آن موتور جلو و توزیع نیروی پیشران بوده‌است. سیستم جعبه‌دنده آن ۶ دنده به صورت خودکار است.

## نگارخانه

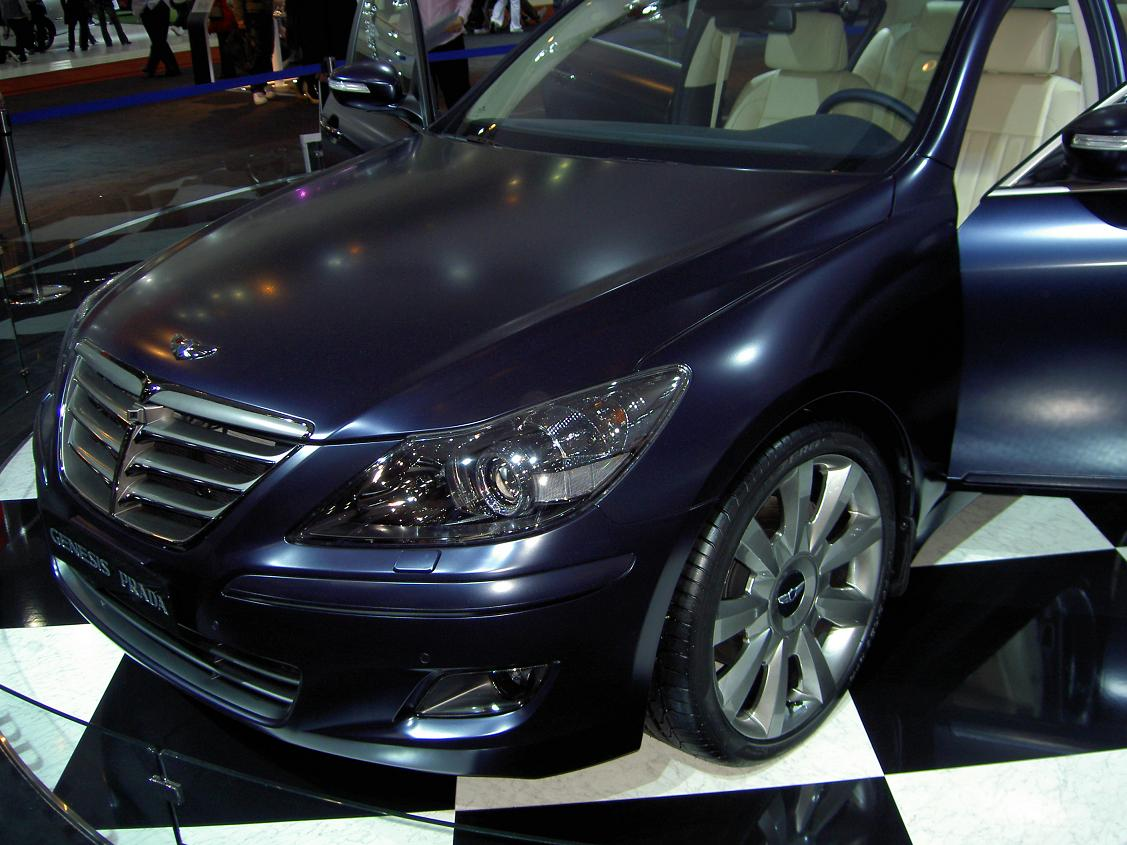
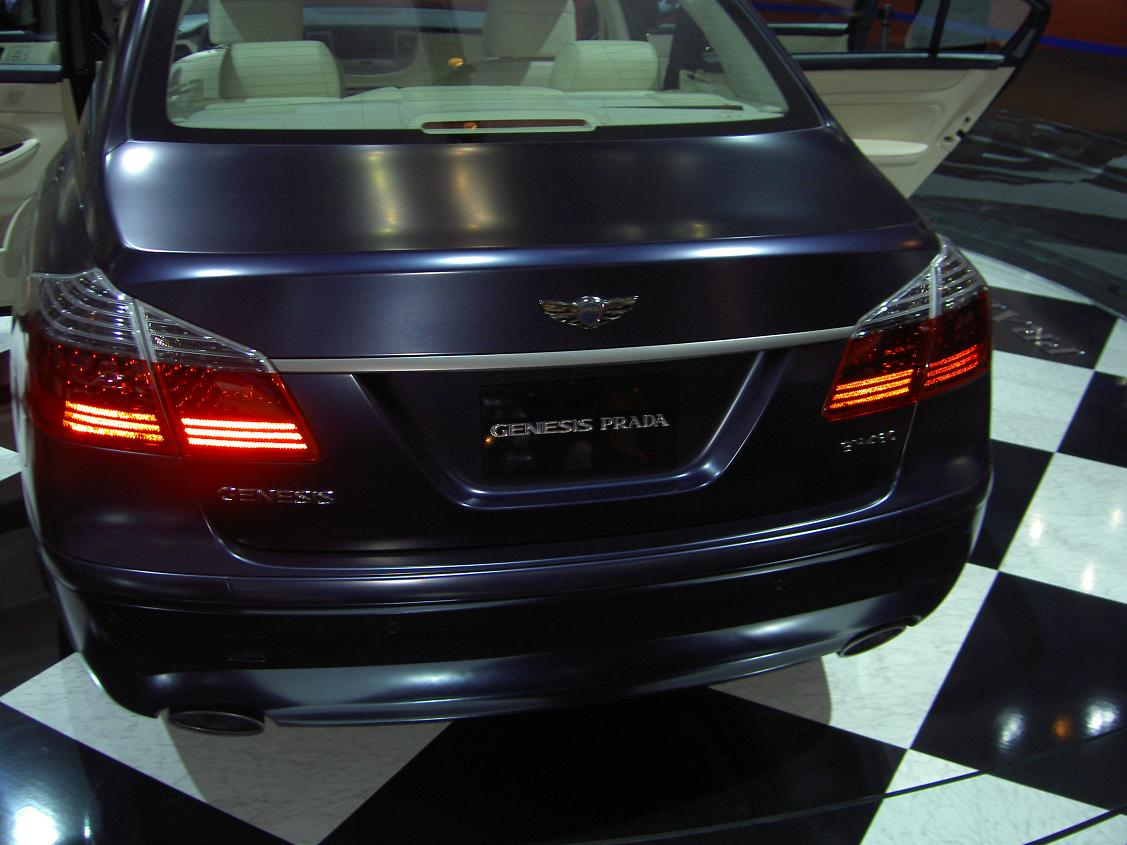